# Cinetorhynchus rigens
Cinetorhynchus rigens es una especie de camarón de la familia Rhynchocinetidae. Los nombres comunes incluyen camarón mecánico, camarón danzante del Atlántico, camarón nocturno rojo y camarón coral rojo. Ocurre en aguas poco profundas en el Océano Atlántico tropical.

## Descripción
Como otros miembros de su familia, Cinetorhynchus rigens tiene una tribuna plegable que se abre hacia arriba. El cuerpo es robusto, especialmente el cefalotórax, con una longitud de hasta 8 cm. La tribuna tiene tres dientes grandes y dos pequeños dorsalmente y ocho o nueve dientes ventralmente. Los ojos son particularmente notables, las córneas son redondeadas y mucho más grandes que los pedúnculos. El tercer segmento abdominal está prominentemente jorobado. El primer par de patas para caminar tiene la punta de pinzas y las otras piernas para caminar son más delgadas. El color general de este camarón es rojo y blanco, la tribuna es blanca con un mosaico de manchas rojas, el abdomen con rayas transversales de rojo y blanco y las patas con bandas del mismo color. Por la noche, parte del pigmento blanco se retira a los cromatóforos en la base de las piernas y la coloración es más tenue. Los huevos son amarillos o anaranjados; pueden hacer que el cefalotórax parezca amarillento mientras maduran en el ovario y el abdomen amarillento durante la incubación.

## Distribución y hábitat
Esta especie se encuentra en el Océano Atlántico tropical. Su área de distribución se extiende desde Portugal hacia el sur hasta el ecuador e incluye las Azores, Madeira, las Canarias y las islas de Cabo Verde. También ocurre en el Golfo de México, el Mar Caribe y desde las Bermudas hacia el sur hasta Brasil. Fue descrita por primera vez en 1936 por la bióloga marina escocesa Isabella Gordon, siendo la localidad tipo Madeira. El zoólogo japonés Takahiro Fujino registró más especímenes de las Islas Ryūkyū en 1975, pero en un examen más detenido, es probable que se trate de una especie diferente y que se les haya dado el nuevo nombre de especie Cinetorhynchus erythrostictus. C. rigens generalmente se encuentra a profundidades de menos de 10 m, en grietas y cuevas en costas rocosas y arrecifes de coral.

## Ecología
El nombre común de "camarón bailarín" proviene del hábito que tiene esta especie de realizar movimientos espasmódicos constantemente. Su dieta no ha sido estudiada, pero es probable que sea un detritívoro, que también consume pequeños invertebrados y partículas orgánicas. El examen de sus heces revela espículas de esponja, fragmentos de conchas de moluscos y algas. Es nocturno, ocultándose durante el día, a veces en grandes cantidades, en fisuras entre cantos rodados. Su asociación con el erizo de mar Diadema antillarum varía con la fase de la Luna y, a menudo, se asocia con anémonas de mar como Telmatactis cricoides, Bartholomea annulata, Condylactis gigantea y Lebrunia neglecta. En Brasil, se ha encontrado compartiendo grietas con la langosta espinosa marrón Panulirus echinatus. El camarón es presa de peces depredadores, cefalópodos y crustáceos más grandes. En el Caribe, forma parte de la dieta de los invasores peces león Pterois volitans y Pterois miles.